# Andrés San Martín
Andrés San Martín (Lomas de Zamora, Provincia de Buenos Aires, Argentina; 12 de abril de 1978) es un exfutbolista y actual director técnico argentino. Jugaba como mediocampista central y su primer equipo fue Banfield. Su último club antes de retirarse fue Sportivo Italiano.

## Trayectoria

### Como jugador
Martín comenzó su carrera en 1997 en Banfield, por aquel entonces de la Segunda División. Fue transferido a Unión de Santa Fe en la Primera División en 1999. Mientras tanto, su primer equipo había ganado el ascenso a Primera, y en 2003 San Martín se reincorporó a Banfield. 
En 2005 dejó Banfield para jugar en River Plate: gran parte del mérito de ese fichaje se debió a su gran desempeño en la Copa Libertadores de ese año.
Después de una temporada con River, fue prestado al Tenerife de España. San Martín no terminó el periodo de cesión en la isla de Tenerife; esto derivó en su regreso a la Argentina para sumarse a préstamo al Arsenal de Sarandí en enero de 2007. El 5 de diciembre de ese año, obtuvo la Copa Sudamericana con el equipo del viaducto. Al año siguiente, se consagró campeón otra vez con el cuadro de Sarandí, esta vez de la Copa Suruga Bank 2008. Estos dos títulos hicieron que tanto él como sus compañeros formen parte del equipo más recordado de la historia del Arsenal, situación que se mantuvo hasta que el equipo de Sarandí se coronó campeón del torneo local Clausura 2012 y campeón de la Supercopa 2012.
Posteriormente, en el año 2010 firmó para jugar en Sportivo Italiano de la Primera B Metropolitana. Se mantuvo en dicho equipo por seis meses y en diciembre se retiró de la actividad profesional por una grave lesión en la rodilla que venía aguantando desde el 2006, en la época en que jugaba en River Plate.

### Como asistente técnico
En 2011 se convierte en ayudante de campo de Daniel Garnero en San Martín de San Juan y desde entonces ha acompañado al entrenador en todos los clubes que dirigió.

## Clubes

### Como jugador
| Club               | País      | Año       |
| ------------------ | --------- | --------- |
| Banfield           | Argentina | 1997-1999 |
| Unión de Santa Fe  | Argentina | 1999-2002 |
| Banfield           | Argentina | 2003-2005 |
| River Plate        | Argentina | 2005-2006 |
| Tenerife           | España    | 2006      |
| Arsenal de Sarandí | Argentina | 2007-2009 |
| River Plate        | Argentina | 2009-2010 |
| Sportivo Italiano  | Argentina | 2010      |

### Como asistente técnico
| Club                            | País      | Año               | Asistente de   |
| ------------------------------- | --------- | ----------------- | -------------- |
| San Martín de San Juan          | Argentina | 2011 - 2012       | Daniel Garnero |
| Banfield                        | Argentina | 2012 - 2013       | Daniel Garnero |
| San Martín de San Juan          | Argentina | 2013              | Daniel Garnero |
| Independiente Rivadavia         | Argentina | 2014 - 2015       | Daniel Garnero |
| Sol de América                  | Paraguay  | 2015 - 2016       | Daniel Garnero |
| Guaraní                         | Paraguay  | 2016 - 2017       | Daniel Garnero |
| Olimpia                         | Paraguay  | 2018 - 2020       | Daniel Garnero |
| Libertad                        | Paraguay  | 2021 - 2023       | Daniel Garnero |
| Selección de fútbol de Paraguay | Paraguay  | 2023 - 2024       | Daniel Garnero |
| Libertad                        | Paraguay  | 2024              | Daniel Garnero |
| Universidad Católica            | Chile     | 2025 - Actualidad | Daniel Garnero |

## Palmarés

### Como jugador

#### Campeonatos internacionales
| Título            | Club               | Sede      | Año  |
| ----------------- | ------------------ | --------- | ---- |
| Copa Sudamericana | Arsenal de Sarandí | Argentina | 2007 |
| Copa Suruga Bank  | Arsenal de Sarandí | Japón     | 2008 |

### Como asistente técnico

#### Campeonatos nacionales
| Título                       | Equipo   | País     | Edición       |
| ---------------------------- | -------- | -------- | ------------- |
| Primera División de Paraguay | Guarani  | Paraguay | Clausura 2016 |
| Primera División de Paraguay | Olimpia  | Paraguay | Apertura 2018 |
| Primera División de Paraguay | Olimpia  | Paraguay | Clausura 2018 |
| Primera División de Paraguay | Olimpia  | Paraguay | Apertura 2019 |
| Primera División de Paraguay | Olimpia  | Paraguay | Clausura 2019 |
| Primera División de Paraguay | Libertad | Paraguay | Apertura 2021 |
| Primera División de Paraguay | Libertad | Paraguay | Apertura 2022 |
| Primera División de Paraguay | Libertad | Paraguay | Apertura 2023 |